# Caligula chinganensis
Caligula chinganensis är en fjärilsart som beskrevs av Bang-haas 1936. Caligula chinganensis ingår i släktet Caligula och familjen påfågelsspinnare. Inga underarter finns listade i Catalogue of Life.